# David Suchet
David Courtney Suchet (Londres, Inglaterra, 2 de mayo de 1946) es un actor británico, conocido por su papel de Hércules Poirot en la saga policial británica Poirot.
También es reconocido por su premiado papel de Augustus Melmotte en el drama romántico británico The Way We Live Now (2001).

## Biografía

### Familia y primeros años
Es hijo de Jack Suchet y Joan Patricia Jarché. Su padre era judío y su madre anglicana, como el propio Suchet. Su abuelo paterno vivió en Letonia y su apellido fue recortado de Suchedowitz a Suchet. Además, Suchet tiene sangre francesa por parte de su madre.
El joven Suchet se interesó por la actuación e ingresó en el National Youth Theatre a los 18 años. Estudió en la London Academy of Music and Dramatic Art, donde hoy desempeña el cargo de miembro del consejo.
Comenzó su carrera artística en el Watermill Theatre de Bagnor, en el condado de Berkshire. Siente un gran afecto por dicho lugar, del que dice que "cumple mi visión del teatro perfecto".

### Carrera
En 1973 ingresó en la Royal Shakespeare Company y en 1980 hizo su primera aparición en cine. En 1984 interpretó a Sigmund Freud en la miniserie The Life of a Dream, de la BBC, y en 1985 empezó a trabajar en series televisivas. En ese mismo año participó en una película de Agatha Christie, La muerte de Lord Edgware, película en la cual compartió cartel con Peter Ustinov, Faye Dunaway, Benedict Taylor y Jonathan Cecil. En esta cinta encarnaba al personaje del Inspector Japp, mientras que Ustinov encarnaba al personaje de Poirot, papel que luego, años más tarde, interpretaría Suchet. También en ese año, fue nominado para el premio a mejor actor masculino.
Su papel como Hércules Poirot le valió en 1991 una nominación de la British Academy Television Award. Fanático del buen trabajo, leyó todas las historias de Poirot, desde las largas hasta las cortas, para compenetrarse aún más con el papel de este personaje de Agatha Christie. En 1994, Suchet ganó un premio como mejor actor.[cita requerida]
En 1996, interpretó con gran solidez al terrorista suicida islámico Nagin Hassan en la película Decisión ejecutiva junto a Kurt Russell, Steven Seagal y Halle Berry.[cita requerida]
En 2000 volvió a ganar el mismo premio tras otra excelente actuación.
En 2002, Suchet recibió otra candidatura a otro premio y en ese mismo año la Reina Isabel II le otorgó el título de comendador de la Orden del Imperio Británico.[cita requerida]
Suchet continúa trabajando, sin poder despegarse de su papel de Poirot, y ha prestado su voz en una película reciente. Pese a esto, trabaja y ha trabajado en otras películas con otros papeles, por ejemplo en alguna película de la saga de 2007. En el año 2008, Suchet ha concedido una entrevista a un programa televisivo en la que ha hablado de un proyecto reciente.[cita requerida]
Su hermano, John Suchet, es un presentador de noticias. David también sabe tocar el clarinete y hoy en día reside en Londres.[cita requerida]

## Filmografía
- The Professionals: Where the jungle ends (1978)
- The Missionary (1982)
- The Hunchback of Notre Dame (1982)
- Trenchcoat (1983)
- The Little Drummer Girl (1984)
- The Life Of a Dream, como Freud (1984)
- Greystoke: The Legend of Tarzan, Lord of the Apes (1984)
- Master of the Game (1984)
- Thirteen at Dinner (1985) como Inspector Japp
- Gulag (1985)
- The Falcon and the Snowman (1985)
- Blott on the Landscape (1985)
- Iron Eagle (1986)
- Harry and the Hendersons (1987)
- To Kill a Priest (1988)
- Agatha Christie's Poirot (1989-2013, 70 episódios) como Hércules Poirot
- When the Whales Came (1989)
- Executive Decision (1996)
- The Phoenix and the Carpet (1997)
- A Perfect Murder (1998)
- Wing Commander (1999)
- RKO 281 (1999)
- The Way We Live Now (2001)
- Live From Baghdad (2002)
- Henry VIII (2003)
- Foolproof (2003)
- The In-Laws (2003)
- Space Odyssey: Voyage To The Planets (2004)
- Flushed Away (Voz) (2006)
- Agatha Christie: Murder on the Orient Express (videojuego) (2006)
- Dracula (2006)
- Flood (2007)
- Maxwell (2007) como Robert Maxwell
- The Bank Job (2008)
- Agatha Christie's Poirot (1989-2013, 70 episódios) como Hércules Poirot
- Doctor Who (2017)
- American Assassin (2017) como Director de la CIA
- Inspectora Marleau: Sangre y luz (serie de TV francesa) (T03 E03)(2017)

## Premios
- Mejor actuación de un actor 2008 Maxwell (International Emmy Award for Best Actor).
- BAFTA al mejor actor de televisión por Agatha Christie's Poirot (1989-2013, 70 episodios) como Hércules Poirot.
- Primetime Emmy al mejor actor - Serie dramática por Agatha Christie's Poirot (1989-2013, 70 episodios) como Hércules Poirot.
- Premio Agatha por Agatha Christie's Poirot (1989-2013, 70 episodios) como Hércules Poirot.
- Nominado a mejor actor de reparto de los BAFTA por A World Apart (Un mundo aparte).